# Somewhere (версия Pet Shop Boys)
В 1996—1997 гг. британская поп-группа Pet Shop Boys сделала кавер на песню из мюзикла «Вестсайдская история» («West Side Story»), которая называлась «Somewhere» (с англ. — «Где-то»).
Выступление Pet Shop Boys летом того же года в театре Савой в Лондоне также получило название «Somewhere», позже его запись вышла на видеокассетах и «DVD».

## Список композиций

### CD 1 Parlophone / UK
1. «Somewhere» (4:44)
2. «The View From Your Balcony» (3:45)
3. «To Step Aside» (Ralphi’s Old School Dub) (7:37)
4. «Somewhere» (Forthright Vocal Mix) (9:24)

### CD 2 Parlophone / UK
1. «Somewhere» (Orchestral Version) (4:44)
2. «Disco Potential» (4:06)
3. «Somewhere» (Trouser Enthusiasts Mix) (10:39)
4. «Somewhere» (Forthright Dub) (5:34)

## Список композиций концерта
1. «Yesterday When I Was Mad»
2. «The Truck Driver And His Mate»
3. «Se A Vida E (That's The Way Life Is)»
4. «Hallo Spaceboy»
5. «To Step Aside»
6. «Go West»
7. «The Theatre»
8. «It’s A Sin / I Will Survive»
9. «Discoteca»
10. «Can You Forgive Her?»
11. «Somewhere»
12. «Rent»
13. «Being Boring»
14. «Left To My Own Devices»
15. «Hallo Spaceboy» — кавер-версия на песню Дэвида Боуи, исполненная вместе с бэк-вокалистской Сильвией Мейсон-Джеймс.

## Высшие позиции в чартах
| Страна, чарт                              | Высшая позиция    |
| ----------------------------------------- | ----------------- |
| Норвегия                                  | 1 (недостоверно)  |
| Израиль                                   | 3                 |
| Великобритания                            | 9                 |
| Финляндия                                 | 9                 |
| Нидерланды                                | 20 (недостоверно) |
| Швеция                                    | 21                |
| Германия                                  | 70                |
| США (чарт Bubbling Under Hot 100 Singles) | 25                |
| США (чарт Hot Dance Club Play)            | 19                |